# Puńsk (krater marsjański)
Puńsk – krater na powierzchni Marsa o średnicy 11,6 km, położony na 20,8° szerokości i 41,2° długości zachodniej.
Decyzją Międzynarodowej Unii Astronomicznej w 1976 roku został nazwany od polskiej miejscowości Puńsk.